# Awakari (rivière)
La rivière Awakari (en anglais : AwakariRiver) est un  cours d’eau de la région de la  West Coast de l’Île du Sud de la Nouvelle-Zélande.

## Géographie
C’est un affluent de la rivière « Nile «  ou Waikatere.